# Burg Altena (Elsfleth)
Die Burg Altena ist eine abgegangene, kurzzeitig bestandene Niederungsburg des Oldenburger Grafen Gerd der Mutige südlich der Gemeinde Elsfleth im niedersächsischen Landkreis Wesermarsch.
Der Burg Altena war nur eine kurze Existenz beschieden. Nach den Angaben der Rasteder Chronikwurde sie durch den Grafen Gerd von Oldenburg im Krieg mit der Stadt Bremen vor dem 3. Mai 1476 „mit vieler Mühe und großen Kosten“ errichtet. Die Mühe hatte sich nicht gelohnt, da sie schon am 19. Juni 1476 von den Bremern erobert wurde. Zu den Bestimmungen des Quakenbrücker Friedens vom 15. Oktober desselben Jahres gehörte auch der Abriss der Burg Altena.